# Milton Coimbra
Milton Coimbra Sulzer (Santa Cruz de la Sierra, 4 de mayo de 1975), conocido también como el «Búfalo Coimbra» por su poderío físico y gran entrega, es un exfutbolista boliviano que se desempeñaba como delantero. Es una leyenda viva del club Oriente Petrolero. Actualmente trabaja como representante de futbolistas.

## Trayectoria
Coimbra debutó en la máxima categoría del fútbol boliviano en 1994 con la camiseta de Guabirá.

## Selección nacional

### Selección absoluta
En la selección absoluta debutó de manera no oficial en un partido amistoso entre la selección boliviana frente a Perú, disputado el 7 de marzo de 1996, en Santa Cruz de la Sierra. Coimbra fue convocado para las eliminatorias de clasificación para el Mundial de Francia 1998. Hizo su debut oficial con la selección mayor el 24 de abril ante Argentina.
| País                 | Año         | PJ | Goles |
| -------------------- | ----------- | -- | ----- |
| Selección de Bolivia | 1996 - 2005 | 43 | 7     |

## Clubes
| Club              | País                   | Año         |
| ----------------- | ---------------------- | ----------- |
| Guabirá           | Bolivia                | 1994 - 1995 |
| Oriente Petrolero | Bolivia                | 1995 - 1996 |
| C. A. Lanús       | Argentina              | 1996 - 1997 |
| Oriente Petrolero | Bolivia                | 1997-2002   |
| Puebla F. C.      | México                 | 2002 - 2003 |
| Correcaminos UAT  | México                 | 2004        |
| Ras AlKhaima      | Emiratos Árabes Unidos | 2005        |
| Ionikos FC        | Grecia                 | 2005        |
| Beijing Guoan     | China                  | 2006        |
| O'Higgins         | Chile                  | 2007        |
| Oriente Petrolero | Bolivia                | 2008        |
| Guabirá           | Bolivia                | 2008 - 2010 |

## Palmarés

### Títulos nacionales
| Título           | Club              | País    | Año           |
| ---------------- | ----------------- | ------- | ------------- |
| Primera División | Oriente Petrolero | Bolivia | Clausura 2010 |